# Mexikói labdarúgó-szövetség
A mexikói labdarúgó-szövetség (spanyolul: Federación Mexicana de Fútbol Asociación, FEMEXFUT vagy FMF) a mexikói labdarúgást irányító testület. Székhelye a Tolucával egybeépült San Mateo Otzacatipanban található.

## Történelme
A nemzeti labdarúgó-szövetséget 1927-ben alapították. A Nemzetközi Labdarúgó-szövetség (FIFA) és az Észak- és Közép-amerikai, Karibi Labdarúgó-szövetségek Konföderációja (CONCACAF) tagja, előbbihez 1929-ben csatlakozott. A szövetség története során két alkalommal, 1970-ben és 1986-ban rendezhette meg a labdarúgó-világbajnokság döntő küzdelmeit. A nemzetközi kapcsolatok ápolásán túl irányítja a Mexikói labdarúgó-válogatott férfi és női ágát, valamint a korosztályos válogatottak szakmai munkáját, versenyeztetését. A működést biztosító bizottságai közül a Játékvezető Bizottság felelős a játékvezetők utánpótlásáért, elméleti és fizikai képzéséért is.